# Jan Amor Tarnowski (zm. 1500)
 Jan Amor Iunior Tarnowski herbu Leliwa (ur. 1420/30  w Tarnowie, zm. 5 czerwca lub 5 listopada 1500)  – kasztelan sądecki (1461) i wojnicki (1463), wojewoda krakowski od 29 września 1479, kasztelan krakowski od 12 stycznia 1491.  

## Życiorys
Jeden z pięciu synów Jana Tarnowskiego i Elżbiety ze Szternberga. Kształcił się m.in. na Akademii Krakowskiej. Otrzymał wszechstronne, klasyczne, humanistyczne wykształcenie, a także militarne. Jego dobra obejmowały cztery miasta, trzy zamki i dziewięćdziesiąt trzy wsie. Zmarł w 1500 r. i został pochowany w kolegiacie pw. Narodzenia NMP w Tarnowie  kaplicy św. Anny, gdzie znajduje się jego renesansowy nagrobek, do którego rzeźby ręki przyłożył Giovanni Maria Padovano i jego pomocnik W. Kuszyca lub Santi Gucci.
Był gwarantem pokoju toruńskiego 1466 roku.
Pierwszą żoną Jana Amora Tarnowskiego była Zygmunta z Goraja – córka Prokopa z Goraja i ze Szczebrzeszyna, z którą miał synów: Jana Amora i Jana Aleksandra oraz trzy córki: Elżbietę, Zofię Reginę i Katarzynę, z którą ślub wziął Stanisław Kmita Sobieński, wojewoda bełski i ruski.
Drugą żoną od 1486 roku była  Barbara z Rożnowa herbu Sulima, wnuczka Zawiszy Czarnego i wdowa po Stanisławie z Tęczyna herbu Topór, z którą miał syna Jana Amora – późniejszego hetmana wielkiego koronnego oraz córkę Zofię.

## Drzewo - potomkowie
| Iwan Ostrogski ∞ Maria Bielska                                                                    | Semen Holszański ∞ Anastazja Zbaraska (Nieświcka)                                                 | Jan Tarnowski ∞ Barbara                                             | Szydłowiecki ∞ X                                                    | Jakub Kostka ∞ Anna Rokus von Sehfelden                             | von Eulenburg ∞ X                                                   | Jan Odrowąż ∞ Anna Jarosławska-Tarnowska                              | Konrad III ∞ Anna Radziwiłłówna                                       |
| Konstanty Ostrogski (1460-1530) herbu Ostrogski ∞ Tatiana Holszańska (+1521) herbu Hippocentaurus | Konstanty Ostrogski (1460-1530) herbu Ostrogski ∞ Tatiana Holszańska (+1521) herbu Hippocentaurus | Jan Amor Tarnowski (1488–1561) herbu Leliwa ∞ Zofia Szydłowiecka    | Jan Amor Tarnowski (1488–1561) herbu Leliwa ∞ Zofia Szydłowiecka    | Stanisław Kostka (1487–1555) herbu Dąbrowa ∞ Elżbieta von Eulenburg | Stanisław Kostka (1487–1555) herbu Dąbrowa ∞ Elżbieta von Eulenburg | Stanisław Odrowąż (+1545) herbu Odrowąż ∞ Anna mazowiecka (1498–1557) | Stanisław Odrowąż (+1545) herbu Odrowąż ∞ Anna mazowiecka (1498–1557) |
| Konstanty Wasyl Ostrogski (1526–1608) ∞ Zofia Tarnowska (1534–1570)                               | Konstanty Wasyl Ostrogski (1526–1608) ∞ Zofia Tarnowska (1534–1570)                               | Konstanty Wasyl Ostrogski (1526–1608) ∞ Zofia Tarnowska (1534–1570) | Konstanty Wasyl Ostrogski (1526–1608) ∞ Zofia Tarnowska (1534–1570) | Jan Kostka (1529–1581) ∞ Zofia Odrowążówna (1540–1580)              | Jan Kostka (1529–1581) ∞ Zofia Odrowążówna (1540–1580)              | Jan Kostka (1529–1581) ∞ Zofia Odrowążówna (1540–1580)                | Jan Kostka (1529–1581) ∞ Zofia Odrowążówna (1540–1580)                |
| Aleksander Ostrogski (1570−1603) ∞ Anna Kostczanka (Kostka) (1575−1635)                           |                                                                                                   |                                                                     |                                                                     |                                                                     |                                                                     |                                                                       |                                                                       |
| Zofia Ostrogska (1595–1622) ∞ Stanisław Lubomirski (1583–1649)                                    |                                                                                                   |                                                                     |                                                                     |                                                                     |                                                                     |                                                                       |                                                                       |